# فهرست سفیران ایران در ایرلند
این مقاله فهرستی از سفیران ایران در ایسلند می‌باشد. 

## روابط ایران و ایرلند
مروری بر تاریخ معاصر در ایران و ایرلند نشان می‌دهد که زمینه‌ها و وجوه مشترک قابل شناسایی است. هر دو کشور طی یکصد سال گذشته با استعمار و سلطه و نفوذ خارجی مبارزه کرده و حضور مردم در تعیین سرنوشت کشورشان بسیار تعیین‌کننده بوده‌است. ایران و ایرلند در تاریخ معاصر خود با جنگ تحمیلی و مداخلات نظامی خارجی و همچنین محاصره و تحریم و قحطی ناشی از اشغال خارجی مواجه بوده‌اند. هر دو ملت از طریق قیام و نهضت مردمی استقلال خود را بدست آورده‌اند و در نتیجه تاریخ و تحولات یکصد سال گذشته آنها به هویت ملی مردم شکل داده‌است.

## فهرست
| ر  | اسامی                  | سمت         | شروع         | خاتمه         |
| ۱  | محمدمهدی کافی امامی    | کاردار موقت | آذر ۱۳۶۲     | دی ۱۳۶۴       |
| ۲  | محمدتقی جمشیدی بروجردی | سرپرست موقت | دی ۱۳۶۴      | آذر۱۳۶۵       |
| ۳  | بهرام قاسمی            | سفیر        | آذر ۱۳۶۵     | مهر۱۳۶۹       |
| ۴  | مهدی معین‌فر            | سفیر        | آبان ۱۳۶۹    | تیر ۱۳۷۲      |
| ۵  | حسین امین‌راد           | سفیر        | مرداد ۱۳۷۲   | آبان ۱۳۷۷     |
| ۶  | حسن طاهریان            | سفیر        | آبان۱۳۷۷     | فروردین ۱۳۸۱  |
| ۷  | سید حسین میرفخار       | سفیر        | مهر ۱۳۸۱     | اردیبهشت ۱۳۸۴ |
| ۸  | حمیدرضا نیککار اصفهانی | سفیر        | خرداد ۱۳۸۴   | مهر۱۳۸۴       |
| ۹  | مشهود نحاسی            | عهده‌دار     | مهر ۱۳۸۴     | مهر۱۳۸۶       |
| ۱۰ | ابراهیم رحیم‌پور        | سفیر        | مهر ۱۳۸۶     | شهریور ۱۳۸۹   |
| ۱۱ | حسین پناهی آذر         | سفیر        | مهر ۱۳۸۹     | اسفند ۱۳۹۳    |
| ۱۲ | جواد کچوئیان           | سفیر        | فروردین ۱۳۹۳ | مهر ماه ۱۳۹۷  |
| ۱۳ | مسعود اسلامی           | سفیر        | مهرماه۱۳۹۷   | ۱۴۰۲          |
| ۱۴ | کاظم شریف کاظمی        | مسول موقت   | ۱۴۰۲         | ۱۴۰۳          |
| ‍۱۵  | سعید خالوزاده          | مسول موقت   | ۱۴۰۳         | ۱۴۰۴          |
| ۱۶ | ؟                      | ؟           | ؟            | ؟             |